# Fire and Rain
Fire and Rain è un brano musicale scritto e interpretato dal cantautore statunitense James Taylor, pubblicato nel 1970 come singolo estratto dal suo album Sweet Baby James.

## Tracce
- 7" (USA)

1. Fire and Rain
2. Anywhere Like Heaven

- 7" (UK)

1. Fire and Rain
2. Sunny Skies